# Thomas de Ros, 4. Baron de Ros
Thomas de Ros, 4. Baron de Ros (* 13. Januar 1337 in Stoke Albany; † 8. Juni 1384 in Uffington) war ein englischer Adliger und Politiker in der Zeit der Regierung der Könige aus dem Hause der Plantagenet.

## Herkunft
Thomas de Ros entstammte der anglonormannischen Familie de Ros, die seit dem 12. Jahrhundert in England nachweisbar ist. Er war ein jüngerer Sohn von William de Ros, 2. Baron de Ros und von dessen Frau Margery de Badlesmere. Sein Vater starb 1343, und beim kinderlosen Tod seines älteren Bruders William de Ros, 3. Baron de Ros 1352 wurde er zum Erben des Titels und der Ländereien seines Vaters.

## Leben
Noch minderjährig, nahm Thomas de Ros 1355 während des Hundertjährigen Kriegs am Feldzug von König Eduard III. in die Normandie und am Feldzug von 1356 in Frankreich teil. Am 31. Mai 1358 wurde de Ros für volljährig erklärt, womit ihm die Familienbesitzungen übertragen wurden. Ab 1358 gehörte de Ros dem königlichen Rat an, wo er unter anderem 1361 und 1362 als Berater für Irland diente. Von 1359 bis 1360 nahm er erneut an einem Feldzug in Frankreich teil. 1362 nahm er erstmals als Baron de Ros am Parlament teil. 1367 diente er mit als Warden der westlichen Scottish Marches und 1371 mit als Warden der östlichen Scottish Marches. 1368 erhielt er den Befehl, auf seine irischen Güter mit Bewaffneten zu gehen, und sie vor Aufständischen zu schützen. In den Jahren 1369 und 1374 diente er erneut in Frankreich, dabei nahm er 1374 unter dem Schwarzen Prinzen an der Eroberung von Limoges teil. Vor 1372 wurde er zum Ritter geschlagen.

## Heirat und Nachkommen
Thomas de Ros hatte um 1358 Beatrice († 1415), die Witwe von Maurice FitzGerald, 2. Earl of Desmond und eine Tochter von Ralph de Stafford, 1. Earl of Stafford und Margaret Audley, 2. Baroness Audley geheiratet. Mit ihr hatte er mehrere Kinder, darunter:
- John de Ros, 5. Baron de Ros (um 1368–1393)
- William de Ros, 6. Baron de Ros (um 1369–1414)
- Elizabeth de Ros († 1424) ⚭ Thomas de Clifford, 6. Baron de Clifford
- Margaret de Ros ⚭ Reginald Grey, 3. Baron Grey de Ruthin

Thomas de Ros wurde in Rievaulx Abbey in Yorkshire beigesetzt. Sein Erbe wurde sein Sohn John, nach dessen kinderlosen Tod 1393 erbte Thomas jüngerer Sohn William die Besitzungen und den Titel der Familie. Seine Witwe Beatrice heiratete in dritter Ehe Sir Richard Burley.